# 莱克海伦
莱克海伦（英語：Lake Helen）是美国佛罗里达州沃盧西亞縣下属的一座城市。建立于1888年。面积约为11.2平方公里（约合4.3平方英里）。根据2010年美国人口普查，该市有人口2,908人。论人口在本州排行第253。